# ドデカカルボニル三ルテニウム
ドデカカルボニル三ルテニウム (英: Triruthenium dodecacarbonyl) は化学式 Ru3(CO)12 で表される錯体である。オレンジ色で金属カルボニルクラスターを形成しており、他の有機ルテニウム化合物の前駆体となる。

## 構造と合成
3つのルテニウム原子が集合し D3h 対称のクラスターを形成した構造の錯体である。3つのルテニウム原子を正三角形の頂点としたとき、各ルテニウム原子につき正三角形の同一平面上に2つ、垂直方向に2つの CO が配位した構造を取っている。Os3(CO)12も同様の構造を有している。一方 Fe3(CO)12 は、これら2つのカルボニル錯体とは異なる構造を取る。
Ru3(CO)12 は、塩化ルテニウム(III)と一酸化炭素とを溶液中高圧で反応させることで得られる。正確な化学反応式は明らかとなっていないが、以下のようなものと推定されている。
{\displaystyle {\ce {6RuCl3\ + 33CO\ + 18CH3OH -> 2Ru3(CO)12\ + 9CO(OCH3)2\ + 18HCl}}}

## 反応
Ru3(CO)12 の化学的性質は広く研究されており、多くの化合物の前駆体となっている。高圧の一酸化炭素と反応させることで、ルテニウム間の結合を切り Ru(CO)5 を合成することができる。
{\displaystyle {\ce {Ru3(CO)12\ +3CO\ \rightleftarrows \ 3Ru(CO)5\ }}}{\displaystyle \ K_{\rm {eq}}=3.3\times 10^{-7}\mathrm {\ mol\ dm} ^{-3}}（室温下）
Ru(CO)5 は不安定であり、同族の鉄錯体である Fe(CO)5 とは対照的である。Ru(CO)5 が Ru3(CO)12 へと戻る際には、CO の脱離により生成する不安定な Ru(CO)4 の生成が律速となっている。この Ru(CO)4 は Ru(CO)5 と反応し、最終的に Ru3(CO)12 へと戻る。
水素存在下で加熱すると、四面体構造の Ru4H4(CO)12 が生成する。
またルイス塩基の存在下で、以下の反応が進行する。
{\displaystyle {\ce {Ru3(CO)12\ +n\ L->Ru3(CO)_{12-n}L_{n}\ +n\ CO}}} (n = 1〜3)
（Lは第3級ホスフィン、もしくはイソシアニド）

### 炭化物クラスター
高温では Ru6C(CO)17 や Ru5C(CO)15 といった、炭素と一酸化炭素を配位子とするクラスターへと変化する。また [Ru5C(CO)14]2- や [Ru10C2(CO)24]2- といったアニオン性のものも知られている。